# Юрас Балькявічюс
Юрас Балькявічюс (лит. Jūras Balkevičius; нар. 8 вересня 1954, Каунас) — литовський архітектор, професор.

## Біографія

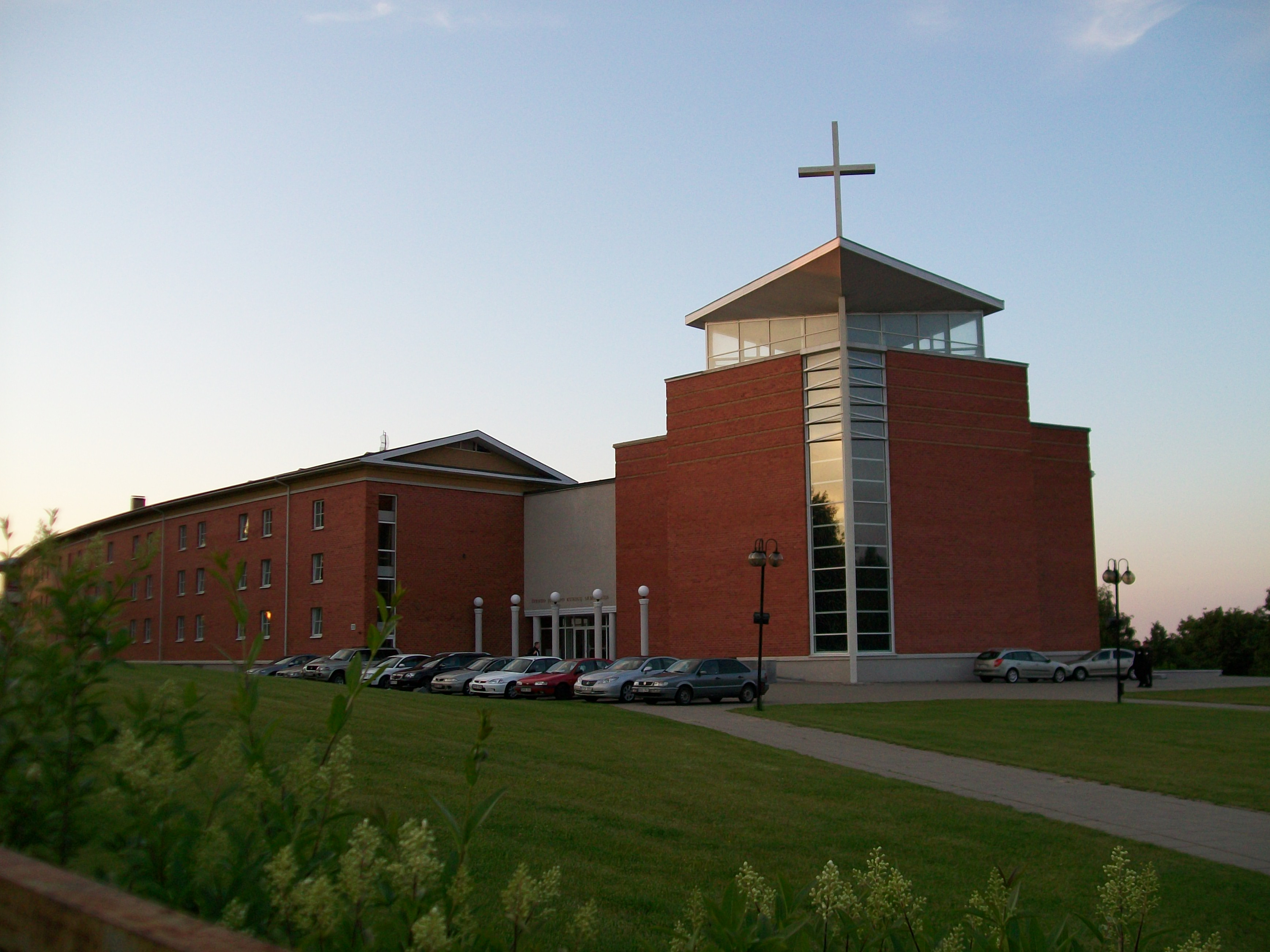
Семінарія святого Йосифа

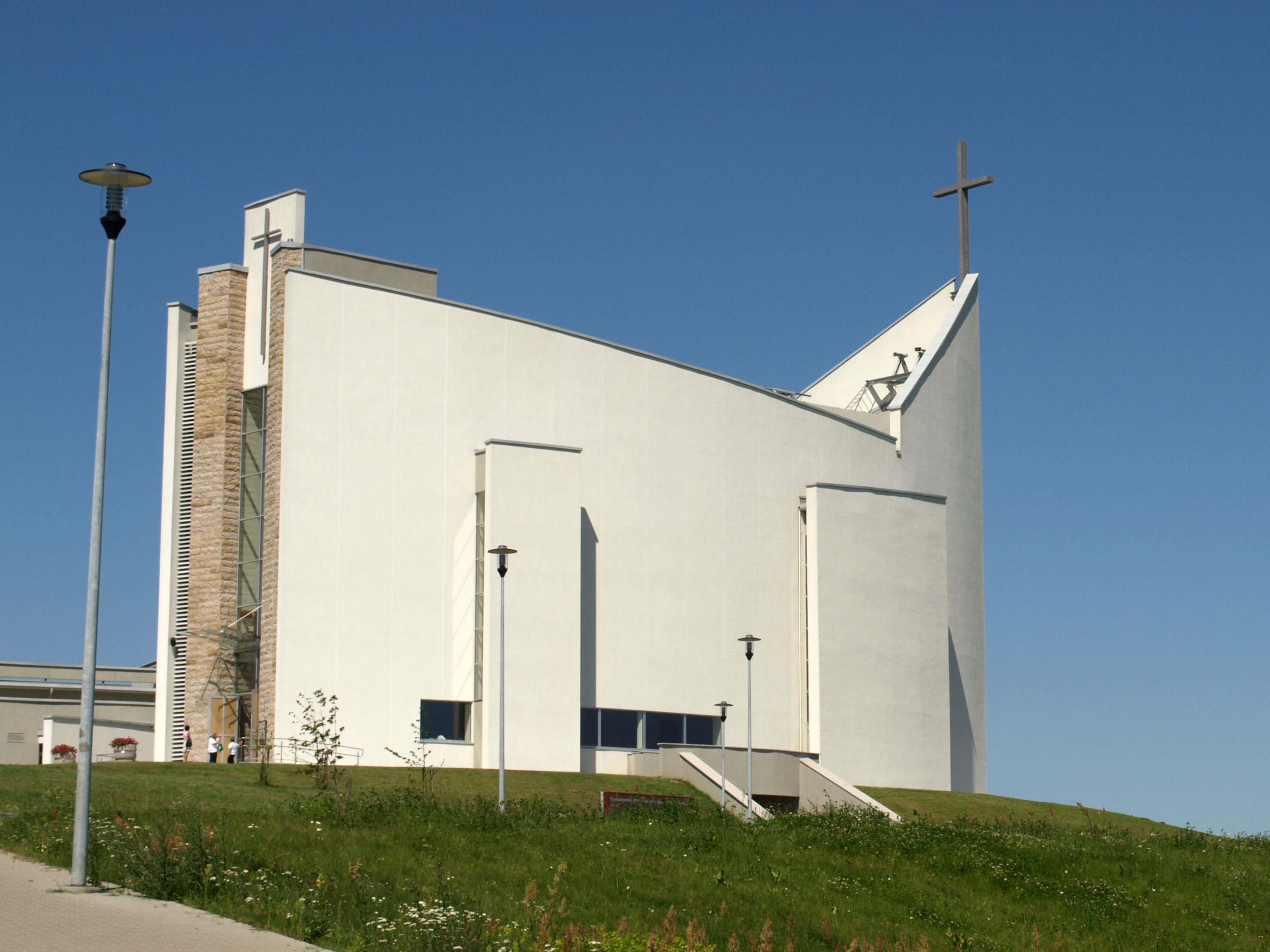
Костел у Пабраде

У 1961-1972 роках навчався в Каунаській художній школі. У 1977 році закінчив Вільнюську художню академію.
З 1977 року викладав у Художньому інституті (з 1990 року Вільнюська художня академія). Відвідував курси підвищення кваліфікації в Московському архітектурному інституті (1983-1984). Був завідувачем кафедри архітектури Вільнюської художньої академії (1987—1989); професор (2007).
У 1991-2000 роках працював архітектором у компанії NUMAS в Вільнюсі (керівник проектів). З 2000 року — директор NUMAS.
З 1985 року — член Спілки архітекторів Литви. З 1995-го — член Союзу ландшафтних архітекторів Литви.

## Проекти
Найважливіші проекти Юраса Балькявічюса, реалізовані у Вільнюсі:
- католицька духовна семінарія Святого Йосифа на вулиці Калварії (спільно з архітектором Марюсом Шаляморасом; 1997),
- костел і парафіяльний будинок в Пілайте (спільно з Марюсом Шаляморасом і Артурасом Бурбою; 2000),
- комплекс залу засідання Сейму Литовської Республіки (спільно з Вітаутасом Насвітісом, Артурасом Бурбою, Андрюсом Гудайтісом; 2007).
- реконструкція навчального корпусу Вільнюської художньої академії (спільно з Марюсом Шаляморасом і Артурасом Бурбою; 2009).

Брав участь у створенні проекту відновлення Палацу правителів Литви та благоустрою території (2009).
Крім того, спроектував костел і парафіяльний дім в Пабраде (спільно з Марюсом Шаляморасом і Артурасом Бурбою; 2007).
Автор проектів пам'ятників меморіалів:
- меморіал жертв свободи Литви на цвинтарі Антакалніо у Вільнюсі (спільно з архітектором Марюсом Шаляморасом і скульптором Станісловасом Кузмою; 1995),
- пам'ятник «Аушра» в м. Шяуляй (2003),
- пам'ятник литовським воїнам, полеглим в 1920 році в боях з польськими легіонерами в селі Бержники, Гміна Сейни (спільно з архітектором Рімантасом Буйвідасом і скульптором Далюте Матулайте; 2005),
- меморіальний парк і колумбарій Тускулену в Вільнюсі (спільно з групою співавторів; 2004—2007),
- пам'ятник Владиславу ІІ Ягайлу та Ядвізі Анжуйській у Будапешті (спільно з архітектором Рімантасом Буйвідасом і скульптором Далюте Матулайте; 2013)[2].

Проектам Балькявічюса властиві лаконічність, мінімалізм форм, строгий ритм геометричних площин.